# Développement d'un film négatif couleur
Le développement d'un film négatif couleur est la première étape de la production de photographies couleur. Elle sera suivie du tirage sur un papier couleur.
Un négatif couleur a une forte dominante orange qui rend l'image difficile à interpréter.

## Histoire
Après quelques procédés additifs complexes (projection de trois négatifs monochromes ou trichromie comme le procédé utilisé par Prokudin-Gorskii ; l'Autochrome (1905) produisant des images projetables qui ne pouvaient être reproduites que grossièrement sur papier avec les techniques de l'imprimerie), les négatifs couleur modernes, soustractifs, apparaissent avec l'Agfacolor en 1936 mais surtout le Kodacolor (fin 1941).
Ils ne seront popularisés que dans les années 1950 avec la commercialisation de pellicules en cartouche 135 et permettront le tirage d'épreuves sur papier à un coût abordable.

## Principe
Le principe de base est la superposition de trois couches d'émulsions sensibles respectivement aux trois couleurs primaires : couche sensible au bleu, séparée par une couche filtre jaune des couches sensibles au vert et au rouge. Le filtre jaune bloque la composante bleue de la lumière.
Chacune des trois couches principales comporte des grains de bromure d'argent sensibles à la lumière et un coupleur qui permettra de former un colorant au cours du développement chromogène. Lors de celui-ci, chaque coupleur réagit à proximité des grains d'argent exposés et libère un colorant de couleur complémentaire. Le révélateur chromogène va s'oxyder en réagissant là où les sels d'argent ont reçu de la lumière. Cet argent réduit sera éliminé grâce au blanchiment. Le révélateur oxydé va réagir avec les leuco-colorants (ou coupleurs colorés) et donner, en fonction de la longueur d'onde de la lumière reçue par le film, des colorants jaune, magenta ou cyan et ainsi moduler sur le film négatif toutes les informations de couleurs du sujet original. 
Ces colorants sont toutefois insuffisamment sélectifs et « polluent » le rendu des autres couches :
- la couche sensibilisée au bleu se colore en jaune ;
- la couche sensibilisée au vert se colore en magenta avec un secondaire jaune ;
- la couche sensibilisée au rouge se colore en cyan avec des secondaires magenta et jaune.

Pour compenser ces colorations secondaires, un masque est ajouté aux deux dernières couches :
- à la couche sensible au vert, un masque jaune ;
- à la couche sensible au rouge, un masque magenta et jaune soit, en soustractif, rouge.

Ces masques forment lors du développement une image négative qui compense les dominantes indésirables, au prix d'une couleur uniforme orangée qui est filtrée au tirage.
Les couches filtre et anti-halo deviennent transparentes lors du développement.
Les films les plus récents comportent une couche complémentaire sensible au cyan devenant magenta clair, pour un rendu optimal des nuances douces et notamment de la peau.

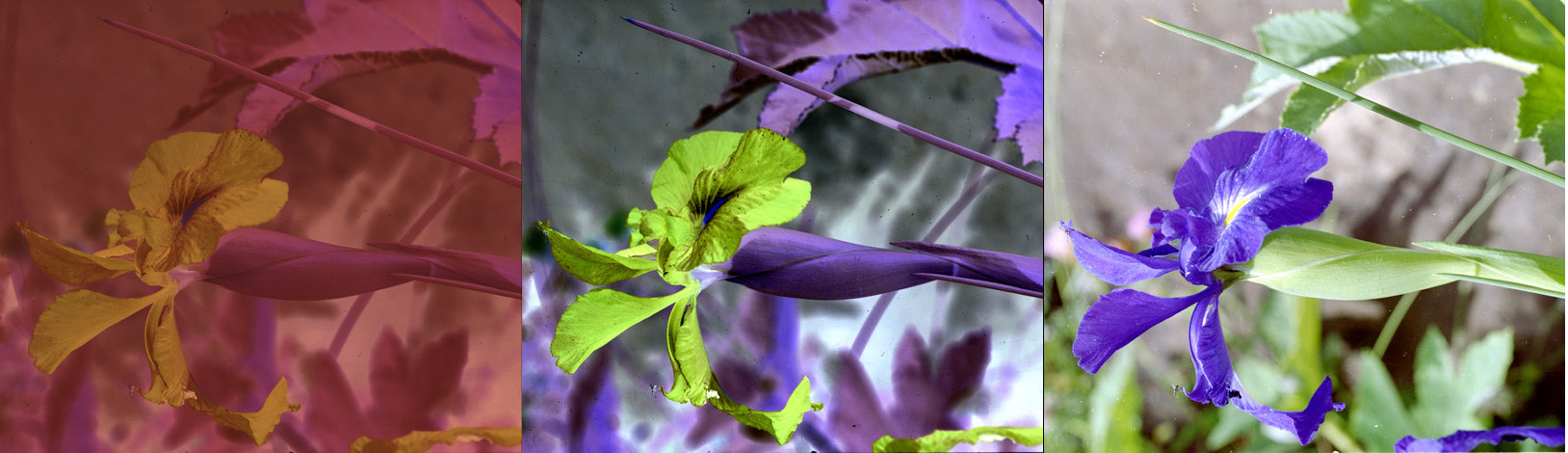
Procédé soustractif type Kodacolor : l'image sur la pellicule, l'image négative et l'image positive

## Le procédé C41
Le procédé C41 de développement est le plus répandu, aussi bien pour les amateurs que pour les professionnels. Il est compatible avec la quasi-totalité des émulsions négatives couleur actuelles.
| Bain        | Température         | Temps      | Agitation                             | Entretien | Remarques           |
| ----------- | ------------------- | ---------- | ------------------------------------- | --------- | ------------------- |
| Révélateur  | 37,8 °C (± 0,15 °C) | 3 min 15 s | recirculation ou bullage à l'azote    |           |                     |
| Blanchiment | 38 °C (± 3 °C)      | 6 min 30 s | bullage à l'air                       |           |                     |
| Lavage      | 38 °C (± 3 °C)      | 3 min 15 s |                                       |           | eau                 |
| Fixateur    | 38 °C (± 3 °C)      | 6 min 30 s | recirculation ou bullage azote ou air |           |                     |
| Lavage      | 38 °C (± 3 °C)      | 3 min 15 s | eau courante                          |           | eau                 |
| Rinçage     | 38 °C (± 3 °C)      | 1 min 30 s |                                       |           | solution de rinçage |
| Stabilisant |                     |            |                                       |           |                     |
| Séchage     | 40 ~ 68 °C          | ad libitum |                                       |           |                     |

Dans ce procédé, seul le temps de traitement dans le révélateur doit être précisément respecté ; pour les autres étapes, les indications constituent une pratique standard permettant une automatisation du traitement (machines à rouleaux ou transfert). Il est recommandé de procéder à une mise en température du négatif (5 minutes à 38 °C, à sec) avant de le plonger dans le premier bain.